# Авадир
Авадир, Ирая и иные — мученики Антинойские. День памяти — 25 сентября.
Святые Авадир (Abadir), его сестра Ирая (Iraya, Iraja, Herais) были детьми сестры святого Василида (Basilides), именовавшегося Отцом Царей.
Они были арестованы в городе Антиной (Antinoe), Кемет, и обезглавлены вместе с человеком по имени Клут (Cluthus), врачом и священником, и иными 3685 мучениками.
Согласно коптскому календарю, с ними также были умучены святые отцы: 
- Пафнутий из Тентиры, священник;
- Исаак из Тифра (Tiphre), священник;
- Шамуль (Shamul) из Тарафии (Taraphia), священник;
- Симеон из Тапхо (Tapcho), священник;
- Сиссиний (Sissinius) из Тантато (Tantatho), священник;
- Феодор из Хотепа (Chotep), священник;
- Моисей из Псаммания (Psammanius), священник;
- Филофей из Пемдже, священник;
- Макарий из Фаюма, священник;
- Максим из Вухима (Vuchim), священник;
- Макрони (Macroni) из Тони (Thoni), священник;
- Сенутий (Senuthius) из Буасти (Buasti), священник;
- Симеон из Ту (Thou), священник;
- Птолемей (Ptolemaeus), священник, сын Епарха (Eparch), священника;
- Фома из Танфота (Tanphot), священник.